# Воронко, Иосиф Яковлевич
Ио́сиф Я́ковлевич Воро́нко (Воро́нков; бел. Язэп Якаўлевіч Варонка, лит. Juozapas Voronko; 
4 [16] апреля 1891, м. Кузница, Сокольский уезд, Гродненская губерния, Литовское генерал-губернаторство, Российская империя — 4 июня 1952, Чикаго, Иллинойс, США) — белорусский общественный и политический деятель, первый глава правительства Белорусской Народной Республики, министр по белорусским делам Литовской Республики. Поэт и журналист.

## Ранние годы
Православный. Был вольнослушателем юридического факультета Санкт-Петербургского университета; исключён за невнесение платы (1914). Участвовал во втором «Всероссийском студенческом сборнике» (1911) под редакцией В. Н. Унковского. Сотрудничал в петербургской газете «Воскресная вечерняя газета», в журналах «Зритель», «Театральное обозрение», был секретарём редакции газеты «Столичные вести».

## Политическая деятельность
В 1917 году стал членом ЦК Белорусской социалистической громады. Действовал в Белорусском обществе по оказанию помощи потерпевшим от войны (до конца 1917). Представлял белорусские организации в Государственном совещании, Демократическом совещании, входил во Временный совет Российской республики (Предпарламент), затем был комиссаром юстиции и внутренних дел Великой белорусской рады, организатором и делегатом Первого всебелорусского конгресса (1917), председателем Народного секретариата Белоруссии (1918); один из инициаторов провозглашения Белорусской Народной Республики. Вступил в Белорусскую партию социалистов-федералистов. В октябре 1918 вошёл в состав Совета народных министров БНР как министр внутренних дел.

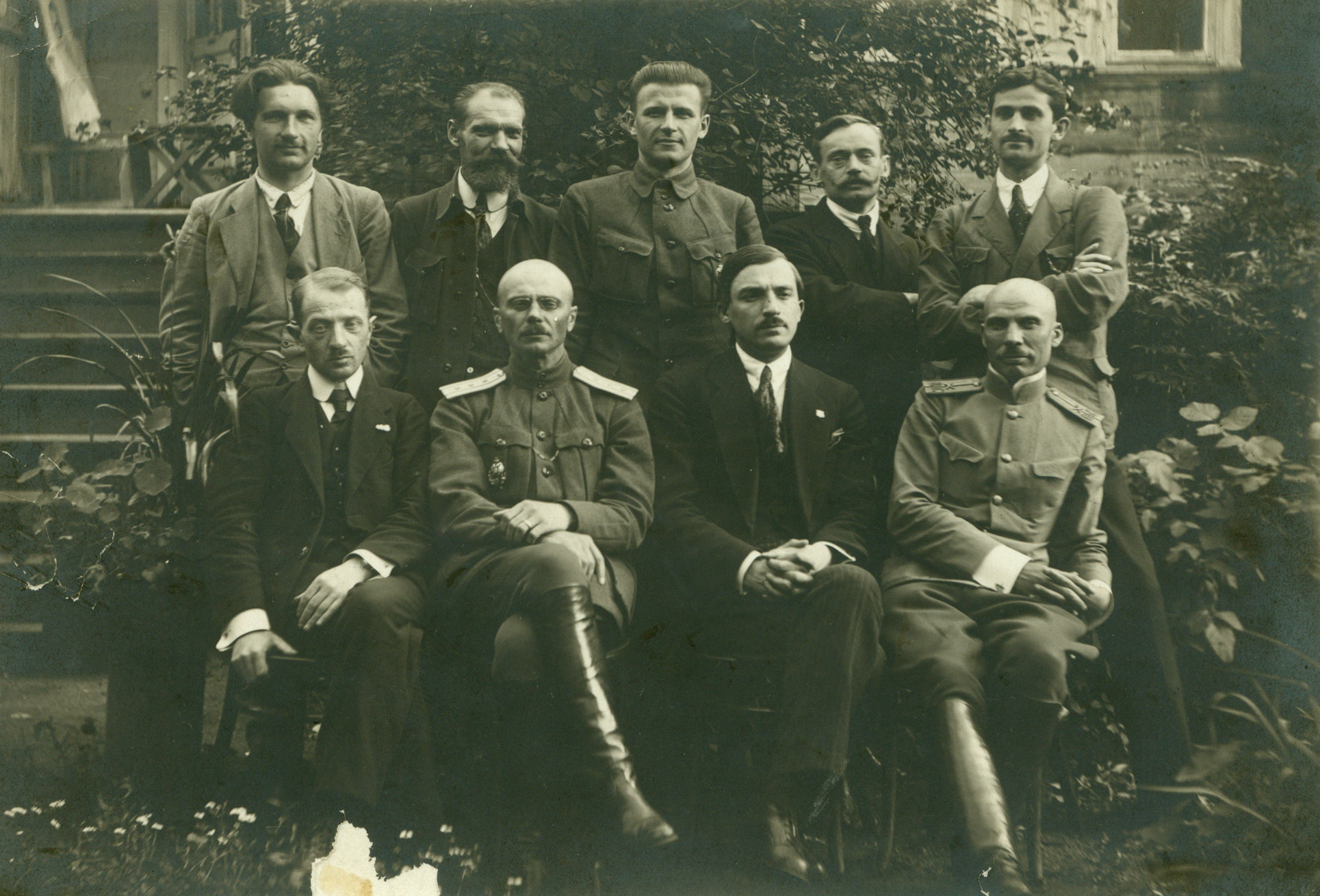
Народный секретариат. Воронко второй справа в нижнем ряду.

Редактор газеты «Белорусская земля», журнала «Варта» (Минск), газеты «Белорусский народ» (Гродно, на русском и белорусском языках).
В 1918 году обосновался в Ковно. Возглавил министерство по делам белорусов в правительстве Литовской Республики (1918—1920), с весны 1921 года председатель белорусского Красного Креста, с осени 1922 председатель Белорусской громады в Ковно.
Одновременно редактор белорусского журнала «Часопіс» (Ковно, 1919—1920) и редактор-издатель ежедневной газеты на русском языке «Вольная Литва» (июнь 1921 — февраль 1922, с перерывами) и её приложения журнала «Зеркало» (1921). Свои стихотворения в изданиях на русском языке подписывал псевдонимом Юрий Вегов, статьи — В. Полесский.
Автор брошюр «Белорусский вопрос к моменту Версальской мирной конференции. Историко-политический очерк» (Ковно, 1919), «Беларускі рух ад 1917 да 1920 году. Кароткі агляд. 2 выд.» (Ковно, 1920), «Gudų klausimas».

## Поздние годы
В 1923 году выехал в США, жил в Чикаго. Возглавлял Белорусско-американскую национальную ассоциацию, входил в руководство Белорусско-американской национальной рады (с 1941 года), был членом Русского народного православного общества, издавал газету «Белорусская трибуна / Whiteruthenian Tribune» и календарь, вёл белорусские и русские программы на радио. Собирал подписи под Стокгольмское воззвание. Не вошёл в состав Рады БНР, восстановленной на эмиграции Н. Абрамчиком. Соратником Воронко в Америке был Янка Черепук.
В 1932 году женился на М. Петровской.
Умер 4 июня 1952 года. Отпевание прошло в Соборе святого Георгия (St. George Cathedral). Похоронен на кладбище Элмвуд в Ривер-Гроув, штат Илинойс.

## Взгляды
Осенью 1917 года высказывался против правительственной коалиции социалистических партий с буржуазными, поддерживал идею белорусской автономии.
В историко-публицистических работах обобщал основные факты из истории национального белорусского движения в годы революции и гражданской войны, анализировал тогдашнее политическое положение. Отрицательно оценивал национальную политику и Временного правительства, и Совета Народных Комиссаров. В его интерпретации Первый Всебелорусский конгресс — это Учредительный съезд, который ввёл в пределах Беларуси республиканский строй, закрепил право граждан на землю. Считал образование Белорусской ССР политическим манёвром, одновременно осуждал захват белорусских земель войсками Польши, разоблачал бесчинства польских оккупантов в отношении местных жителей.